# Таннер, Лаури Авро
Лаури Авро Таннер (фин. Lauri Avro Tanner; 20 ноября 1890, Гельсингфорс — 11 июля 1950, Хельсинки) — финский футболист и гимнаст, серебряный призёр летних Олимпийских игр 1912 года в соревнованиях по спортивной гимнастике, в командном первенстве по произвольной системе.

## Биография
Как футболист выступал за команду ХИК, становился пятикратным чемпионом Финляндии (в кубковом формате). Играл на Олимпийских играх 1912 года за сборную Финляндии, которая заняла 4-е место (всего сыграл за карьеру 3 матча и забил 2 гола), на той же Олимпиаде стал серебряным призёром в спортивной гимнастике (командное первенство по произвольной системе).
После спортивной карьеры работал врачом, был заведующим кафедрой гимнастики в хельсинкском университете. Входил в правление футбольной ассоциации Финляндии, был её вице-президентом с 1919 по 1927 годы, вице-председателем финской национальной спортивной ассоциации с 1935 по 1948 годы. Входил в Олимпийский комитет Финляндии, финскую федерацию лёгкой атлетики и был председателем медицинской ассоциации Финляндии.